# Amastus elongata
Amastus elongata är en fjärilsart som beskrevs av Felder 1874. Amastus elongata ingår i släktet Amastus och familjen björnspinnare. Inga underarter finns listade i Catalogue of Life.